# 林昱君
林昱君（英語：Ludy Lin，1996年3月14日—），台灣創作歌手，出生於臺灣桃園市，畢業於國立臺中教育大學文化創意產業設計與營運學系。2022年12月6日，發行個人首張創作專輯《今天不想》。